# Serres
Serres (greacă οι Σέρρες, în trecut: οι  Σέρραι) este un oraș situat în partea de nord-est a Greciei. Este reședința prefecturii Serres.